# Vallis Baade
Pour les articles homonymes, voir Baade.

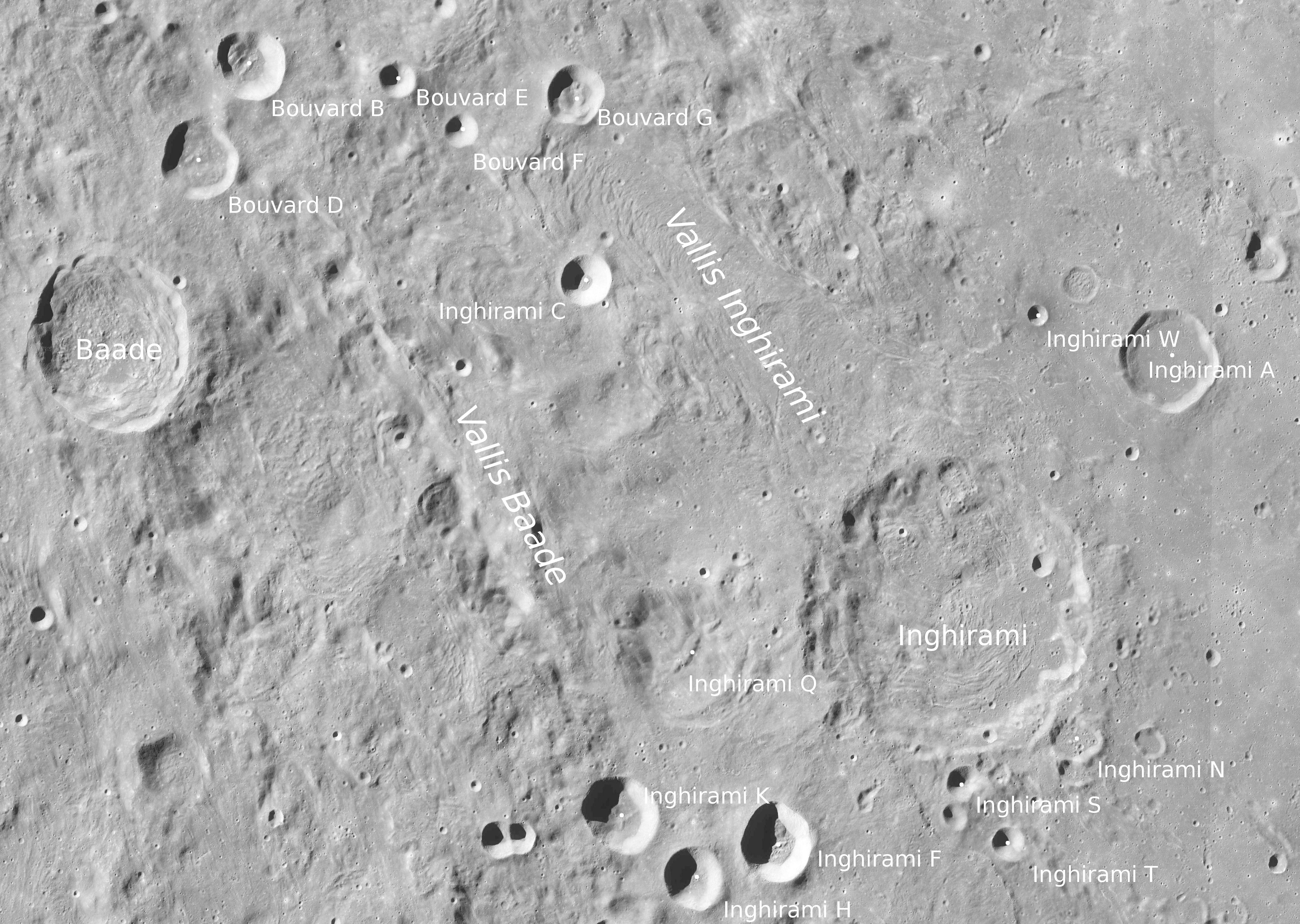
Vue de la vallée lunaire Vallis Baade.

La Vallis Baade est une vallée lunaire qui mesure environ 203 kilomètres de long.
La Vallis Baade débute depuis le nord-est du cratère Baade et s'étend dans une direction sud-ouest, vers le cratère Inghirami (en). Elle longe en parallèle une autre vallée lunaire, la Vallis Inghirami (en). Tout comme la Vallis Bouvard, la Vallis Baade s'éloigne radialement du bassin de la Mare Orientale.
Le nom de la Vallis Baade a été donné par l'Union astronomique internationale, en 1964, en l'honneur de l'astronome allemand Walter Baade.  